# موگادور (اوهایو)
موگادور (به انگلیسی: Mogadore) یک روستا در ایالات متحده آمریکا است که در اوهایو واقع شده‌است. موگادور ۵٫۴۶ کیلومتر مربع مساحت و ۳٬۸۵۳ نفر جمعیت دارد و ۳۵۰ متر بالاتر از سطح دریا واقع شده‌است.